# آدیامان
آدیامان (به کردی: Semsûr) (به ترکی: Adıyaman) یک شهر در ترکیه است که در استان آدیامان واقع شده‌است.جمعیت آن 267131 نفر (2021) است  ساکنان شهر اکثرا کُرد هستند..
آدیامان یکی از بدترین شهرهایی بود که تحت تاثیر زمین لرزه های 2023 ترکیه-سوریه قرار گرفت .

## نام شناسی
بر اساس یک نظریه تایید نشده نام سابق شهر حصن منصور مرتبط با خلیفه عباسی منصور می باشد فردی ظالم بود. اهالی او را کشتند و نام شهر را آدیامان گذاشتند. نام شهر در کورمانجی سمسور(Semsûr) است. ویلیام فرانسیس اینسورث اظهار داشت که جغرافی دانان شرقی این شهر را به نام کلمودرا(Cholmodara) می شناختند و رومیان آن را کاربانوم می نامیدند. در حالی که آشوریان این شهر را  پوردونیوم (Pordoniom ) گفته اند.

## تاریخچه
تاریخچه سکونتدر آدیامان به دوران باستانی باز می گردد. هیتی ها ، هوری ها ، میتانی ها در طول تاریخ در این منطقه دیده شده است.